# Basketball-Bundesliga 1977-1978
La Basketball-Bundesliga 1977-1978 è stata la 12ª edizione del massimo campionato tedesco occidentale di pallacanestro maschile. La vittoria finale è stata ad appannaggio del MTV 1846 Gießen.

## Risultati

### Stagione regolare
|     | Squadra           | G  | V  | P  | PF   | PS   | Pt. | Qualificazione                  |
| --- | ----------------- | -- | -- | -- | ---- | ---- | --- | ------------------------------- |
| 1.  | USC Heidelberg    | 18 | 14 | 4  | 1652 | 1495 | 28  | girone finale                   |
| 2.  | MTV 1846 Gießen   | 18 | 14 | 4  | 1596 | 1476 | 28  | girone finale                   |
| 3.  | TuS 04 Leverkusen | 18 | 14 | 4  | 1752 | 1511 | 28  | girone finale                   |
| 4.  | MTV Wolfenbüttel  | 18 | 10 | 8  | 1437 | 1366 | 20  | girone finale                   |
| 5.  | SSV Hagen         | 18 | 10 | 8  | 1543 | 1413 | 20  | girone finale                   |
| 6.  | ASV Colonia       | 18 | 9  | 9  | 1497 | 1540 | 18  | girone finale                   |
| 7.  | 1. FC 01 Bamberg  | 18 | 9  | 9  | 1474 | 1548 | 18  | girone retrocessione/promozione |
| 8.  | SSC Gottinga      | 18 | 5  | 13 | 1495 | 1561 | 10  | girone retrocessione/promozione |
| 9.  | Post SV Bayreuth  | 18 | 5  | 13 | 1484 | 1667 | 10  | girone retrocessione/promozione |
| 10. | Aschaffenburg     | 18 | 0  | 18 | 1323 | 1676 | 0   | girone retrocessione/promozione |

### Girone retrocessione/promozione

#### Gruppe Nord
|    | Squadra        | G  | V | P | PF  | PS  | Pt. | Qualificazione                |
| -- | -------------- | -- | - | - | --- | --- | --- | ----------------------------- |
| 1. | SSC Gottinga   | 10 | 9 | 1 | 962 | 738 | 18  | ammesse alla stagione 1978-79 |
| 2. | Aschaffenburg  | 10 | 8 | 2 | 846 | 731 | 16  | ammesse alla stagione 1978-79 |
| 3. | Schalke 04     | 10 | 6 | 4 | 925 | 874 | 12  |                               |
| 4. | UBC Münster    | 10 | 3 | 7 | 774 | 908 | 6   |                               |
| 5. | BG 74 Gottinga | 10 | 2 | 8 | 731 | 884 | 4   |                               |
| 6. | Amburgo TB     | 10 | 2 | 8 | 745 | 868 | 4   |                               |

#### Gruppe Süd
|    | Squadra               | G  | V | P | PF  | PS  | Pt. | Qualificazione                |
| -- | --------------------- | -- | - | - | --- | --- | --- | ----------------------------- |
| 1. | Post SV Bayreuth      | 10 | 9 | 1 | 982 | 778 | 18  | ammesse alla stagione 1978-79 |
| 2. | 1. FC 01 Bamberg      | 10 | 9 | 1 | 923 | 762 | 18  | ammesse alla stagione 1978-79 |
| 3. | BG Wetzlar/Krofdorf   | 10 | 5 | 5 | 821 | 875 | 10  |                               |
| 4. | TV Eppelheim          | 10 | 5 | 5 | 786 | 845 | 10  |                               |
| 5. | Eintracht Francoforte | 10 | 1 | 9 | 824 | 874 | 2   |                               |
| 6. | Möhringen             | 10 | 1 | 9 | 743 | 935 | 2   |                               |

### Girone finale
|    | Squadra           | G  | V  | P  | PF   | PS   | Pt. |
| -- | ----------------- | -- | -- | -- | ---- | ---- | --- |
| 1. | MTV 1846 Gießen   | 20 | 14 | 6  | 1692 | 1659 | 28  |
| 2. | USC Heidelberg    | 20 | 13 | 7  | 1750 | 1734 | 26  |
| 3. | TuS 04 Leverkusen | 20 | 13 | 7  | 1759 | 1617 | 26  |
| 4. | MTV Wolfenbüttel  | 20 | 8  | 12 | 1562 | 1616 | 16  |
| 5. | SSV Hagen         | 20 | 6  | 14 | 1615 | 1613 | 12  |
| 6. | ASV Colonia       | 20 | 6  | 14 | 1596 | 1735 | 12  |

| Basketball-Bundesliga 1977-1978 |
| ------------------------------- |
| MTV Gießen 5º titolo            |

## Formazione vincitrice
| N° | Naz.                      | Ruolo | Sportivo             |  | Alt. |  |
| -- | ------------------------- | ----- | -------------------- |  | ---- |  |
| 4  | Germania Ovest (bandiera) | P     | Günther Lindenstruth |  | 182  |  |
| 5  | Germania Ovest (bandiera) | P     | Ingo Froese          |  | 180  |  |
| 6  | Germania Ovest (bandiera) | A     | Ulrich Strack        |  | 194  |  |
| 7  | Germania Ovest (bandiera) | GA    | Matthias Strauss     |  | 194  |  |
| 8  | Germania Ovest (bandiera) | G     | Hans-Georg Heß       |  | 188  |  |
| 9  | Stati Uniti (bandiera)    | C     | Ted Hundley          |  | 204  |  |
| 10 | Germania Ovest (bandiera) | C     | Roland Bedarf        |  | 202  |  |
| 11 | Germania Ovest (bandiera) | A     | Karl Ampt            |  | 190  |  |
| 12 | Germania Ovest (bandiera) | A     | Wolfgang Münch       |  | 191  |  |
| 13 | Germania Ovest (bandiera) | G     | Roland Peters        |  | 186  |  |
| 14 | Germania Ovest (bandiera) | C     | Robert Minor         |  | 196  |  |
| 15 | Germania Ovest (bandiera) | C     | Eberhard Bauernfeind |  | 198  |  |
|    | Germania Ovest (bandiera) | All.  | Hannes Neumann       |  |      |  |